# Get Down (Nas)
Get Down è il terzo singolo tratto da God's Son, album del rapper Nas.
La canzone descrive scene della New York quotidiana, facendo affidamento sulle capacità di storyteller di Nas. Get Down contiene campioni di The Boss di James Brown e Rock Creek Park dei The Blackbyrds.

## Tracce

### Lato A
1. Get Down (Clean Version) (4:04)
2. Get Down (Instrumental) (4:04)
3. Get Down (A Cappella) (3:50)

### Lato B
1. Get Down (Explicit Version) (4:04)
2. Last Real Nigga Alive (Last Real N**** Alive) (5:04)
3. Last Real Nigga Alive (Explicit Version) (5:04)